# Idiko Erasitechniko Protathlema 1973
L'Idiko Erasitechniko Protathlema 1973 è la 6ª edizione delle qualificazioni alla Beta Ethniki.

## Gruppo 1

### Squadre partecipanti
| Squadra                  | Città          |
| ------------------------ | -------------- |
| Doxa Sitagron            | Sitagri        |
| Ethnikos Alexandroupolis | Alessandropoli |
| Nestos Chrysoupoli       | Chrysoupoli    |
| Olympiakos Xanthi        | Xanthi         |

### Classifica
|  | Pos. | Squadra                  | Pt | G | V | N | P | GF | GS | DR |
|  | ---- | ------------------------ | -- | - | - | - | - | -- | -- | -- |
|  | 1.   | Nestos Chrysoupoli       | 16 | ? | ? | ? | ? | 9  | 1  | +8 |
|  | 2.   | Ethnikos Alexandroupolis | 13 | ? | ? | ? | ? | 5  | 2  | +3 |
|  | 3.   | Olympiakos Xanthi        | 11 | ? | ? | ? | ? | 4  | 7  | -3 |
|  | 4.   | Doxa Sitagron            | 7  | ? | ? | ? | ? | 2  | 10 | -8 |

Legenda:

      Ammesse in Beta Ethniki 1973-1974

## Gruppo 2

### Squadre partecipanti
| Squadra               | Città        |
| --------------------- | ------------ |
| Ethnikos Axioupolis   | Axioupoli    |
| Ethnikos Sidirokastro | Sidirokastro |
| Langada               | Langadas     |
| Niki Polygyros        | Polygyros    |
| Thermaïkos Salonicco  | Salonicco    |

### Classifica
|  | Pos. | Squadra               | Pt | G | V | N | P | GF | GS | DR |
|  | ---- | --------------------- | -- | - | - | - | - | -- | -- | -- |
|  | 1.   | Niki Polygyros        | 21 | ? | ? | ? | ? | 10 | 5  | +5 |
|  | 2.   | Langada               | 19 | ? | ? | ? | ? | 9  | 7  | +2 |
|  | 3.   | Ethnikos Sidirokastro | 16 | ? | ? | ? | ? | 14 | 10 | +4 |
|  | 4.   | Thermaïkos Salonicco  | 13 | ? | ? | ? | ? | 5  | 9  | -4 |
|  | 5.   | Ethnikos Axioupolis   | 11 | ? | ? | ? | ? | 8  | 17 | -9 |

Legenda:

      Ammesse in Beta Ethniki 1973-1974

## Gruppo 3

### Squadre partecipanti
| Squadra         | Città      |
| --------------- | ---------- |
| Achille Farsala | Farsala    |
| Alexandria      | Alexandria |
| Aris Palefytos  | Palefito   |
| Kozani          | Kozani     |

### Classifica
|  | Pos. | Squadra         | Pt | G | V | N | P | GF | GS | DR  |
|  | ---- | --------------- | -- | - | - | - | - | -- | -- | --- |
|  | 1.   | Achille Farsala | 15 | ? | ? | ? | ? | 11 | 4  | +7  |
|  | 2.   | Kozani          | 15 | ? | ? | ? | ? | 10 | 5  | +5  |
|  | 3.   | Alexandria      | 12 | ? | ? | ? | ? | 6  | 5  | +1  |
|  | 4.   | Aris Palefytos  | 6  | ? | ? | ? | ? | 5  | 18 | -13 |

Legenda:

      Ammesse in Beta Ethniki 1973-1974

### Spareggio per il primo posto
| Squadra 1       | Risultato | Squadra 2 |
| --------------- | --------- | --------- |
| Achille Farsala | 1 – 0     | Kozani    |

## Gruppo 4

### Squadre partecipanti
| Squadra          | Città      |
| ---------------- | ---------- |
| Atromitos Palama | Palamas    |
| Lamia            | Lamia      |
| Nea Artaki       | Nea Artaki |
| Rigas Feraios    | Velestino  |

### Classifica
|  | Pos. | Squadra          | Pt | G | V | N | P | GF | GS | DR  |
|  | ---- | ---------------- | -- | - | - | - | - | -- | -- | --- |
|  | 1.   | Lamia            | 17 | ? | ? | ? | ? | 15 | 5  | +10 |
|  | 2.   | Nea Artaki       | 13 | ? | ? | ? | ? | 11 | 9  | +2  |
|  | 3.   | Rigas Feraios    | 10 | ? | ? | ? | ? | 11 | 13 | -2  |
|  | 4.   | Atromitos Palama | 8  | ? | ? | ? | ? | 7  | 17 | -10 |

Legenda:

      Ammesse in Beta Ethniki 1973-1974

## Gruppo 5

### Squadre partecipanti
| Squadra          | Città    |
| ---------------- | -------- |
| Olimpo Kerkyra   | Corfù    |
| Panaitōlikos     | Agrinio  |
| Preveza          | Preveza  |
| Thyella Patrasso | Patrasso |

### Classifica
|  | Pos. | Squadra          | Pt | G | V | N | P | GF | GS | DR  |
|  | ---- | ---------------- | -- | - | - | - | - | -- | -- | --- |
|  | 1.   | Panaitōlikos     | 17 | ? | ? | ? | ? | 15 | 2  | +13 |
|  | 2.   | Thyella Patrasso | 13 | ? | ? | ? | ? | 11 | 9  | +2  |
|  | 3.   | Preveza          | 12 | ? | ? | ? | ? | 11 | 7  | +4  |
|  | 4.   | Olimpo Kerkyra   | 4  | ? | ? | ? | ? | 3  | 22 | -19 |

Legenda:

      Ammesse in Beta Ethniki 1973-1974

## Gruppo 6

### Squadre partecipanti
| Squadra         | Città           |
| --------------- | --------------- |
| Agios Dimitrios | Agios Dimitrios |
| Ermis Ermioni   | Ermioni         |
| Panarkadikos    | Tripoli         |
| Pelopas Kiatou  | Kiato           |

### Classifica
|  | Pos. | Squadra         | Pt | G | V | N | P | GF | GS | DR  |
|  | ---- | --------------- | -- | - | - | - | - | -- | -- | --- |
|  | 1.   | Panarkadikos    | 16 | ? | ? | ? | ? | 14 | 2  | +12 |
|  | 2.   | Pelopas Kiatou  | 14 | ? | ? | ? | ? | 8  | 3  | +5  |
|  | 3.   | Agios Dimitrios | 11 | ? | ? | ? | ? | 9  | 7  | +2  |
|  | 4.   | Ermis Ermioni   | 7  | ? | ? | ? | ? | 3  | 22 | -19 |

Legenda:

      Ammesse in Beta Ethniki 1973-1974

## Gruppo 7

### Squadre partecipanti
| Squadra          | Città     |
| ---------------- | --------- |
| Leonida Sparta   | Sparta    |
| Pamisos Messinis | Messene   |
| Syro             | Siro      |
| Zakynthos        | Zakynthos |

### Classifica
|  | Pos. | Squadra          | Pt | G | V | N | P | GF | GS | DR  |
|  | ---- | ---------------- | -- | - | - | - | - | -- | -- | --- |
|  | 1.   | Syro             | 16 | ? | ? | ? | ? | 18 | 3  | +15 |
|  | 2.   | Zakynthos        | 14 | ? | ? | ? | ? | 14 | 8  | +6  |
|  | 3.   | Pamisos Messinis | 9  | ? | ? | ? | ? | 5  | 14 | -9  |
|  | 4.   | Leonida Sparta   | 9  | ? | ? | ? | ? | 7  | 19 | -12 |

Legenda:

      Ammesse in Beta Ethniki 1973-1974

## Gruppo 8

### Squadre partecipanti
| Squadra            | Città      |
| ------------------ | ---------- |
| Asteras Zografo    | Zografo    |
| Neapoli Pireo      | Il Pireo   |
| Olympiakos Liosia  | Ano Liosia |
| Poseidon Heraklion | Candia     |
| Rethymno           | Rethymno   |

### Classifica
|  | Pos. | Squadra            | Pt | G | V | N | P | GF | GS | DR  |
|  | ---- | ------------------ | -- | - | - | - | - | -- | -- | --- |
|  | 1.   | Olympiakos Liosia  | 21 | ? | ? | ? | ? | 11 | 4  | +7  |
|  | 2.   | Asteras Zografo    | 18 | ? | ? | ? | ? | 11 | 5  | +6  |
|  | 3.   | Neapoli Pireo      | 14 | ? | ? | ? | ? | 5  | 9  | -4  |
|  | 4.   | Rethymno           | 14 | ? | ? | ? | ? | 13 | 9  | +4  |
|  | 5.   | Poseidon Heraklion | 11 | ? | ? | ? | ? | 6  | 16 | -10 |

Legenda:

      Ammesse in Beta Ethniki 1973-1974

## Gruppo 9

### Squadre partecipanti
| Squadra           | Città     |
| ----------------- | --------- |
| Anagennisi Chania | La Canea  |
| Apollon Mytilenes | Mitilene  |
| Diagoras          | Rodi      |
| Karlovasi         | Karlovasi |
| Panchiakos        | Chio      |

### Classifica
|  | Pos. | Squadra           | Pt | G | V | N | P | GF | GS | DR  |
|  | ---- | ----------------- | -- | - | - | - | - | -- | -- | --- |
|  | 1.   | Apollon Mytilenes | 19 | ? | ? | ? | ? | 13 | 5  | +8  |
|  | 2.   | Diagoras          | 19 | ? | ? | ? | ? | 20 | 7  | +13 |
|  | 3.   | Panchiakos        | 14 | ? | ? | ? | ? | 17 | 15 | +2  |
|  | 4.   | Anagennisi Chania | 12 | ? | ? | ? | ? | 9  | 15 | -6  |
|  | 5.   | Karlovasi         | 10 | ? | ? | ? | ? | 11 | 28 | -17 |

Legenda:

      Ammesse in Beta Ethniki 1973-1974